# 阿鲁巴甜美的土地
《阿鲁巴甜美的土地》是荷兰王国构成国阿鲁巴的国歌。它是一首圆舞曲，由胡安·查巴亚·兰佩作词，鲁弗·韦弗作曲。最后一节歌词由胡伯特·博伊编写。1976年3月18日，该歌曲被正式采纳为阿鲁巴的国歌。